# 小反鸟属
小反鸟属（学名：Microenantiornis）是反鸟类的一个属，生存于早白垩世阿普第期，化石发现于中国辽宁省的九佛堂组。模式种兼唯一种是普通小反鸟（Microenantiornis vulgaris），于2017年发表。正模标本PMOL-AB171由一副接近完整、带有颅骨的骨骼组成。
属名由希腊语mikros（小）加上反鸟的属名组成，指该属体型娇小。种名vulgaris在拉丁语中意为“常见的”。